# Distretto di Kikori
Il distretto di Kikori, in inglese Kikori District, è un distretto della Papua Nuova Guinea appartenente alla Provincia del Golfo. Ha una superficie di 27.154 km² e 25.000 abitanti (stima nel 2000)